# Uras
Để biết nữ thần Sumeria, xem Uras
Uras là một đô thị ở tỉnh Oristano trong vùng Sardinia, có khoảng cách khoảng 60 km về phía tây bắc của Cagliari và cách khoảng 25 km southvề phía đông của Oristano. Tại thời điểm ngày 31 tháng 12 năm 2004, đô thị này có dân số 3.077 người và diện tích là 39,4 km².
Uras giáp các đô thị: Marrubiu, Masullas, Mogoro, Morgongiori, San Nicolò d'Arcidano, Terralba.